# Junkers Ju 287
Le Junkers Ju 287 était un avion expérimental construit par les Allemands pendant la Seconde Guerre mondiale pour un bombardier multiréacteur qui éviterait l'interception par les chasseurs.
Il était propulsé par quatre réacteurs Junkers Jumo 004 avec une configuration d'aile en flèche inversée révolutionnaire.

## Conception

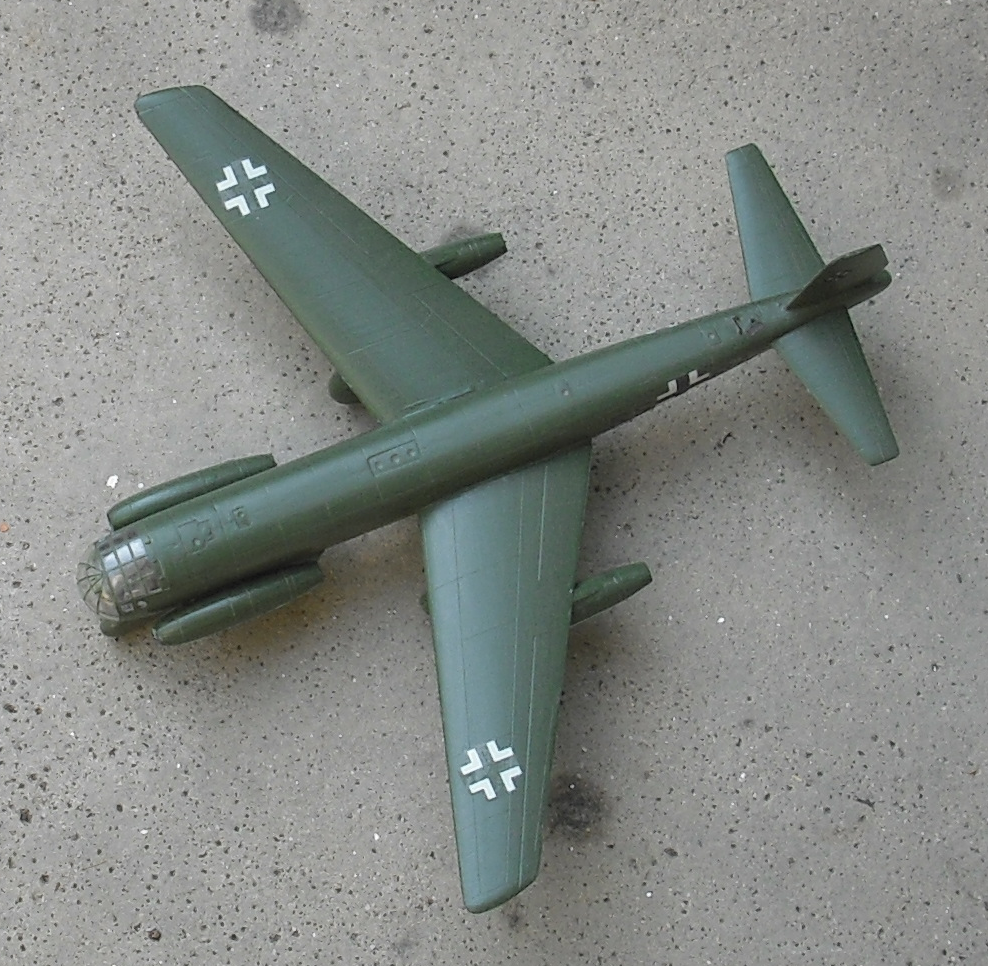
Maquette du Ju 287.

La configuration d'aile en flèche inversée fut proposée par le Dr Hans Wocke, concepteur du projet, dans le but de disposer d'une bonne manœuvrabilité à basse vitesse, précieuse en raison de la poussée encore insuffisante des réacteurs de l'époque et de la forte vulnérabilité des avions au décollage et à l'atterrissage.
Les réacteurs étaient installés sous les ailes assez écartés pour contrebalancer l'effet des ailes en flèche inversée. Une paire de réacteurs supplémentaires était installée dans des nacelles contre le fuselage. Des moteurs-fusées d'appoint largables logés sous les réacteurs des ailes ont aussi été utilisés.
Le prototype fut conçu avec le fuselage d'un Heinkel He 177, la queue d'un Junkers Ju 388, le train d'atterrissage d'un Junkers Ju 352, et la roulette de nez prise sur un B-24 Liberator écrasé.

## Développement
Lors du premier vol le 8 août 1944, l'avion montra une bonne maniabilité, mais aussi des difficultés liées à la configuration des ailes en flèche inversée.
Le deuxième prototype Ju 287 (code Stammkennzeichen RS + RB) était similaire au Ju 287 V1 mais différait par l'abaissement du stabilisateur horizontal de 30 centimètres, un dévers vers l'intérieur des jambes de force principales du train de roulement et un pantalon légèrement coloré pour le train avant fixe. La puissance serait fournie par 6 moteurs à réaction (4 sous les ailes BMW 003 As et deux Jumo 004B montés sur le fuselage ; plus tard changé en deux nacelles sous les ailes de trois BMW 003A).
Le troisième prototype (Ju 287 V3) devait refléter la conception de la production prévue Ju 287, avec une section de nez vitrée similaire à celle des Ju 288 et Ju 388. Il aurait eu six BMW 003A disposées en deux cosses sous les ailes de trois moteurs (la disposition des moteurs du premier prototype Ju 287 initialement envisagée pour les avions de production Ju 287 V3 et Ju 287A-1 a été abandonnée). Trois autres prototypes étaient prévus, le Ju 287 V4 étant le prototype du Ju 287A-1 et le Ju 287 V5 et V6 ayant des dispositions pour l'armement sous la forme de deux mitrailleuses MG 131. Les troisième et quatrième prototypes étaient à divers stades d'achèvement (V3 à 80-90 pour cent d'achèvement, V4 à environ 60 pour cent d'achèvement) avant la fin de la guerre.
En plus du Ju 287A-1 propulsé par BMW 003, Junkers a proposé le Ju 287B-1 avec deux nacelles sous les ailes de trois turboréacteurs Jumo 004C et des roues de train de roulement plus grandes et plus grandes. Il y avait également la possibilité d'équiper le Ju 287B-1 de quatre Heinkel Hirth He S 011 en deux paires sous les ailes. L'EF 125 proposée aurait eu deux moteurs puissants (Jumo 012 ou BMW 018) sous le bord de fuite de l'aile,.
Le programme Ju 287 a été arrêté à la fin de septembre 1944 en raison de l'aggravation de la situation de guerre en Allemagne, date à laquelle le deuxième prototype Ju 287 était presque terminé, en attendant ses moteurs. Les deux premiers prototypes de Ju 287 ont été détruits par les troupes allemandes en retraite sur l'aérodrome de Brandis au début de 1945 pour les empêcher de tomber aux mains des Alliés, mais l'armée américaine est entrée à Brandis le 16 avril et ils ont également capturé l'usine Junkers à Dessau.
L'Armée rouge a pris le contrôle des installations de Junkers comme Dessau et l'aérodrome de Brandis en juillet 1945. Hans Wocke et son équipe ont été placés sous la responsabilité soviétique, et les restes du deuxième prototype Ju 287, y compris les ailes, seront utilisés dans la construction d'un dérivé du Ju 287, le Junkers EF 131, qui a volé en URSS après la Seconde Guerre mondiale,.